# Bataille de Toulouse (1218)
Pour les articles homonymes, voir Bataille de Toulouse.
 (signalé en mai 2025).
Si vous disposez d'ouvrages ou d'articles de référence ou si vous connaissez des sites web de qualité traitant du thème abordé ici, merci de compléter l'article en donnant les références utiles à sa vérifiabilité et en les liant à la section « Notes et références ».
- Archive Wikiwix
- Bing
- Cairn
- DuckDuckGo
- E. Universalis
- Gallica
- Google
- G. Books
- G. News
- G. Scholar
- Persée
- Qwant
- (zh) Baidu
- (ru) Yandex
- (wd) trouver des œuvres sur Wikidata

Croisade des albigeois
La grande bataille de Toulouse débute le matin du 24 juin et s'achève le matin du 25 juin 1218. Cet assaut mené par Simon IV de Toulouse à l'encontre de la ville de Toulouse se solde par une victoire décisive des troupes méridionales sur l'armée croisée et par la mort du chef des croisés, Simon IV de Toulouse. La mort de son chef charismatique et incontesté conduit l'armée Croisée à lever le siège un mois plus tard, le 25 juillet.